# Janna Fassaert
Janna Fassaert (Naarden, 28 gennaio 1981) è un'attrice olandese.

## Biografia
Janna Fassaert diventa un'attrice famosa in olanda partecipando allo show televisivo Bitches. Grazie alla sua insegnante di recitazione Ivana Chubbuck, si trasferisce negli Stati Uniti dove entra a far parte del cast del film L'isola delle coppie di Peter Billingsley e di Amphibious 3D di Brian Yuzna. Attualmente vive a Los Angeles.

## Filmografia

### Attrice
- Koen! (2004)
- AlexFM (2005) - (serie TV)
- Boy Meets Girl Stories 1 (2005) - (film TV)
- Boy Meets Girl Stories 2 (2005) - (film TV)
- Costa! (2005) - (serie televisiva 1 episodio)
- Onderweg naar morgen (2005) - (serie televisiva 6 episodi)
- Bitches (2004-2005) - (17 episodi)
- Lotte (2006) - (serie televisiva 19 episodi)
- Waltz (2006) - (serie televisiva 1 episodio)
- Sarah & Hij (2007)
- L'isola delle coppie (Couples Retreat), regia di Peter Billingsley (2009)
- Amphibious 3D (2010)
- Easy to Assemble (2010) - (serie televisiva 1 episodio)